# Fungiacyathus crispus
Fungiacyathus crispus är ett koralldjur som förekommer i Norra Atlanten och som beskrevs 1871 av Louis François de Pourtalès. Arten ingår i släktet Fungiacyathus och familjen Fungiacyathidae. Inga underarter finns listade i Catalogue of Life.